# Centre commercial Océane
Le centre commercial Océane est un centre commercial situé à Gonfreville-l'Orcher, dans l'agglomération havraise en Seine-Maritime, France.